# Красная Нива (Рязанская область)
Красная Нива — опустевший поселок в Касимовском районе Рязанской области. Входит в Гусевское городское поселение

## География
Находится в северо-восточной части Рязанской области на расстоянии приблизительно 28 км на север-северо-запад по прямой от районного центра города Касимов.

## История
Поселок был отмечен на карте 1986 года.

## Население
Численность населения: 13 человек в 2002 году (русские 100 %), 0 в 2010.